# Team Altamura
Team Altamura je italský fotbalový klub hrající v sezóně 2024/25 ve 3. italské fotbalové lize sídlící ve městě Altamura v regionu Apulie.

## Změny názvu klubu
- 2003/04 – 2006/07 − AS Real Altamura (Associazione Sportiva Real Altamura)
- 2007/08 – 2010/11 − ASD Real Altamura (Associazione Sportiva Dilettantistica Real Altamura)
- 2011/12 – 2014/15 − ASD Sporting Altamura (Associazione Sportiva Dilettantistica Sporting Altamura)
- 2015/16 – 2022/23 − ASD Team Altamura (Associazione Sportiva Dilettantistica Team Altamura)
- 2023/24 − Team Altamura (Team Altamura)

## Získané trofeje

### Vyhrané domácí soutěže
- 4. italská liga (1×)

2023/24

## Účast v ligách
| Úroveň soutěže | Název soutěže (nynější název) | První hraná sezona | Poslední hraná sezona | celkem odehraných sezon |
| -------------- | ----------------------------- | ------------------ | --------------------- | ----------------------- |
| 3              | Serie C                       | 2024/25            | 2024/25               | 1                       |
| 4              | Serie D                       | 2017/18            | 2023/24               | 7                       |
| 5              | Eccellenza                    | 2014/15            | 2016/17               | 3                       |